# حنايا الغيث (مسلسل)
حنايا الغيث مسلسل بدوي أردني أنتج عام 2015، قصته مستوحاة من روايات شكسبير «عطيل». كتبته للتلفزيون وفاء بكر إخراج حسام حجاوي إنتاج عصام حجاوي.

## طاقم العمل
منذر رياحنة، لونا بشارة ، محمد المجالي , عبير عيسى، محمد العبادي ،منيا، جولييت عواد ، نبيل المشيني ، سهير فهد ، عبد الكريم القواسمي، رانيا فهد ، داوود جلاجل، رفعت النجار، محمد الضمور، عاكف نجم ، وليد البرماوي، شايش النعيمي ، وسام البريحي، حسن الشاعر، شاكر جابر، جميل براهمة